# Bijvoeglijke bijzin
Een bijvoeglijke bijzin, relatieve bijzin of betrekkelijke bijzin is een bijzin die dienstdoet als bijvoeglijke bepaling.
Net als elke andere bijvoeglijke bepaling staat de bijvoeglijke bijzin bij voorkeur onmiddellijk na het woord waar naar verwezen wordt, het antecedent. Uitzonderingen zijn de zelfstandignaamwoordgroepen. Bijvoorbeeld:
- De man (antecedent)/ uit het tehuis /die gisteren zo dronken was.

Ook wordt een bijvoeglijke bijzin in het Nederlands altijd ingeleid door een betrekkelijk voornaamwoord (in bijvoorbeeld het Engels is dit niet verplicht: vergelijk the man that I saw met the man I saw).
Het antecedent van een bijvoeglijke bijzin kan in principe elk zinsdeel zijn, behalve het gezegde.

## Beperkend en uitbreidend
Een bijvoeglijke bijzin kan beperkend of uitbreidend zijn met betrekking tot het antecedent. Vergelijk ter illustratie de volgende zinnen.
1. De eik, die al eeuwen oud is, is door de bliksem geveld. (uitbreidende bijvoeglijke bijzin: het gaat over één eik, waarover twee dingen worden gezegd)
2. De eik die al eeuwen oud is, is door de bliksem geveld. (beperkende bijvoeglijke bijzin: het gaat over een aantal eiken, waarvan er één wordt geïdentificeerd)

1. De jongens, die ouder dan twaalf waren, mochten naar het veld. (uitbreidende bijvoeglijke bijzin: alle jongens mochten naar het veld; ze waren ouder dan twaalf)
2. De jongens die ouder dan twaalf waren, mochten naar het veld. (beperkende bijvoeglijke bijzin: van een groep jongens mochten alleen de ouderen naar het veld)

## Beknopte bijvoeglijke bijzin
Een bijvoeglijke bijzin kan ook beknopt zijn, wat wil zeggen dat de bijvoeglijke bijzin geen persoonsvorm maar wel een andere werkwoordsvorm (meestal een deelwoord) bevat. Bijvoorbeeld:
- De door de alcohol benevelde stamgast beging een stommiteit.